# Hypotephrina exmotaria
Hypotephrina exmotaria är en fjärilsart som beskrevs av Walker 1861. Hypotephrina exmotaria ingår i släktet Hypotephrina och familjen mätare. Inga underarter finns listade i Catalogue of Life.